# Basiliso Serrano
Basiliso Patrocinio Serrano Valero, conocido también como Fortuna y Manco de la Pesquera (La Pesquera, Cuenca, 15 de abril de 1908 - 10 de diciembre de 1955, Paterna, Valencia) fue un militante anarquista español de la CNT durante la Segunda República y la guerra civil española, afiliándose al Partido Comunista de España después de ésta y convirtiéndose en maquis.

## Biografía
Nació el miércoles 15 de abril de 1908, a las cinco de la tarde, en la casa llamada "de la Cirujana” en el paraje del Molinillo, perteneciente al término municipal del pueblo conquense de La Pesquera. 
Era el quinto hijo, el más pequeño, del matrimonio formado por el cirujano Francisco Serrano y Rosario Valero, originarios de la provincia de Albacete pero llevaban afincados ya muchos años en La Pesquera. La familia fue humilde, como todos sus convecinos, sacaban a sus hijos adelante a fuerza de trabajo y esfuerzos. La vida para él empezó con más dureza, sin llegar al año de vida su padre falleció.
Basiliso dio desde pequeño pruebas de un carácter recio y fuerte, además de dotes de mando y un carisma personal que no se correspondían con el oficio de pastor, que teóricamente debía corresponderle.
Por los inmensos pinares de su pueblo y sólo acompañado por sus cabras, quien sabe que pasaría por su cabeza, sabemos que al igual que Miguel Hernández, él escribía versos y leía libros seguramente clandestinos que alguien le proporcionaba y que le fueron abriendo a un mundo nuevo. Fue allí en esa soledad donde empezó a germinar en él la semilla de la inconformidad, con el mundo que lo rodeaba y que lo relegaba a ser toda su vida pastor, sin más aspiraciones que su rebaño, solo por haber nacido pobre, aunque su inteligencia superaba con creces, sus limitaciones materiales. 
Cuando en España se proclamó la República, Basiliso Serrano fue miembro destacado de la CNT en su pueblo, impidiendo desmanes y reyertas que en otros pueblos si se produjeron. Hasta sus enemigos le han reconocido siempre que salvó muchas vidas, entre ellas la del sacerdote de su pueblo. Pronunciando las siguientes palabras en la Plaza Mayor de su pueblo "Aquí no sobra nadie, falta pan y faltan brazos, compañeros" dejando constancia de su oposición firme como responsable del sindicato anarquista a que se efectuase ninguna purga ni contra destacados derechistas ni contra el párroco.
El 23 de abril de 1933 se casó en La Pesquera con Rufina Monteagudo Ponce. 
Al estallar la guerra, Basiliso defendió la libertad y la democracia que representaba la República, y al acabar la contienda sabía que tendría que relegar sus sueños e ilusiones otra vez al mundo de la utopía pues habían sido derrotados. 
Llegó la posguerra que fue mucho más injusta y sangrienta que la propia guerra. Basiliso tuvo que huir al monte y vivir allí escondido, sabiendo que algunos a los que él había salvado la vida podían traicionarlo en cualquier momento.
Sabía del maltrato al que estaba sometida su familia por parte de la Guardia Civil, su mujer, su hermana, su sobrino Paco que decidió irse al monte con él harto de torturas y palizas.
Se incorporó a la guerrilla el 15 de febrero de 1946, al encontrase causalmente con una partida. Basiliso o Fortuna (como fue apodado dentro de la guerrilla) y sus compañeros mantuvieron en jaque a las fuerzas represivas, durante siete años de guerra en el monte, impidiendo la normalización de un estado nacido de la violencia.
Encuadrado en la Agrupación Guerrillera de Levante y Aragón (A.G.L.A.), Fortuna, aun procedíendo de las filas del sindicato libertario CNT durante la guerra, se adscribió a la corriente política dominante en dicha Agrupación y a su partido, el PCE.
El mito se inicia, cuando aquel hombre bueno permanecía escondido en el monte, cerca de su pueblo y surge su leyenda como el famoso maqui que robaba a los ricos y protegía a los pobres con el nombre de “El Manco de La Pesquera” apodo que le fue dado por faltarle algunos dedos de la mano izquierda.
Cuando estaba preparando su evacuación a Francia, fue detenido por la Guardia Civil el 27 de abril de 1952 en Cofrentes (Valencia).
Conducido a la prisión de Valencia fue juzgado y condenado a muerte el 4 de noviembre de 1955.
A las 7.15 h del 10 de diciembre de 1955, en el cuartel militar de Paterna (Valencia), seis guardias civiles al mando de su capitán segaron la vida de Basiliso Serrano Valero, ”El Manco de La Pesquera”, moría el hombre y nacía el mito. 
Fue enterrado en el nicho 475 del Cementerio de Paterna. Cincuenta años después, el 9 de diciembre de 2005 se exhumaron sus restos. El 10 de diciembre de 2005, Basiliso volvió a La Pesquera donde descansará para siempre en una humilde tumba del cementerio de su pueblo.